# 雷·尤里
雷蒙德·克拉伦斯·“雷”·尤里（英語：Raymond Clarence "Ray" Ewry，1873年10月14日—1937年9月29日）是一名美國田徑運動員，曾經在1900年至1908年夏季奧林匹克運動會奪得八面金牌，並且在1906年舉行的屆間運動會再奪得兩面金牌，雷·尤里在田徑項目的輝煌成就令他被譽為奧林匹克運動會歷史上最成功的運動員之一。
生於美國印第安納州拉斐特的雷·尤里，小時患上小兒麻痺症，身體虛弱而終日依靠輪椅活動，有人甚至擔心他可能成為終身癱瘓。不過雷·尤里沒因為身體的缺陷而放棄自己的人生，反而循醫生的意見不斷鍛煉身體，結果憑著頑強的鬥志成功克服病魔，他及後入讀普渡大學。熱愛體育活動的雷·尤里在大學期間加入當時著名的紐約體育會（The New York Athletic Club），並參加立定跳高、立定跳遠和立定三級跳遠。這三項體育項目在現今已經不存在，曾經於1900年至1912年夏季奧林匹克運動會成為正式比賽項目。
雷·尤里在巴黎舉行1900年夏季奧林匹克運動會同時參加立定跳高、立定跳遠和立定三級跳遠三個比賽項目，在當時奧運會因為仍未有健全的比賽規則，因此參與運動員較少，其中在立定三級跳遠雷·尤里在內只有三人參加。7月16日他成功地在三個項目包攬所有金牌，在立定跳高（成績為1.655米，打破當時世界紀錄）、立定跳遠（成績為3.3米）和立定三級跳遠（成績為10.58米）同樣地壓倒他的隊友欧文·巴克斯特，欧文·巴克斯特只能取得三面銀牌。雷·尤里亦成為奧運會歷史上第一位奪得三面金牌的運動員，而這三面金牌更於一日之內獲得。
4年後的1904年夏季奧林匹克運動會，雷·尤里以衛冕冠軍身份第二次參加立定跳躍三個項目，由於當屆奧運會多個歐洲國家無法支付高昂的旅費前往美國而沒有參加，結果他在毫無對手之下蟬聯三個項目冠軍，成為奧運會歷史上第一位在兩個比賽項目成功衛冕金牌的運動員。
1906年為了慶祝夏季奧林匹克運動會舉辦十周年而舉行的屆間運動會，雷·尤里以1.565米和3.3米的成績獲得立定跳高和立定跳遠的兩項冠軍。
1908年夏季奧林匹克運動會，年屆35歲的雷·尤里在當屆奧運會面臨各國眾多的好手，各項比賽項目的參賽人數均打破歷屆紀錄，在雷·尤里參加立定跳高及立定跳遠各有22人及24人參與。在立定跳高，雷·尤里以1.57米的成績第三度奪得金牌；在立定跳遠，他則以3.33米的成績再奪得金牌。這屆奧運會成為雷·尤里最後一次參與的奧運會，累積在三屆奧運會合共奪得八面金牌，是奧運會歷史上第一次參加八個項目均能夠奪得金牌的運動員。
雷·尤里曾創下3.47米的立定跳遠的世界紀錄，不過自從立定跳躍在1930年代後中止在國際比賽進行，及後加入助跑衍生為現時的跳高、跳遠及三級跳遠，然而雷·尤里仍然成為田徑界中永遠的傳奇人物。

## 外部連結
- 雷·尤里在World Athletics（英语）
- 雷·尤里在USATF Hall of Fame (archived)（英语）
- 雷·尤里在Olympics.com（英语）
- 雷·尤里在Olympedia（英语）
- 雷·尤里在Team USA Hall of Fame（英语）

- 雷·尤里在Olympics.com的个人资料和比赛数据
- 雷·尤里在Olympic.org的的个人资料和比赛数据（存档）